# Plicofollis argyropleuron
Plicofollis argyropleuron är en fiskart som först beskrevs av Valenciennes, 1840.  Plicofollis argyropleuron ingår i släktet Plicofollis och familjen Ariidae. Inga underarter finns listade i Catalogue of Life.